# 히바리가오카역 (도쿄도)
히바리가오카역(일본어: ひばりヶ丘駅, ひばりがおかえき)은 일본 도쿄도 니시토쿄시에 있는 세이부 철도 이케부쿠로 선의 철도역이다.

## 타는 곳
| ↑ 호야           |
| \| 4 3 \| 2 1 \| |
| 히가시쿠루메 ↓   |

| 1 | ■ 이케부쿠로 선 | 도코로자와・고테사시・한노・아가노・세이부 지치부・ 지치부 철도 미쓰미네구치・나가토로 방면(대피선) |
| 2 | ■ 이케부쿠로 선 | 도코로자와・고테사시・한노・아가노・세이부 지치부・ 지치부 철도 미쓰미네구치・나가토로 방면         |
| 3 | ■ 이케부쿠로 선 | 네리마・이케부쿠로・유라쿠초 선 신키바・○ 후쿠토신 선 시부야 방면                                   |
| 4 | ■ 이케부쿠로 선 | 네리마・이케부쿠로・유라쿠초 선 신키바・○ 후쿠토신 선시부야 방면 (대피선)                           |

## 출구 정보
- 남쪽 출입구(南口)
  - 니시토쿄시 히바리가오카 도서관
- 북쪽 출입구(北口)

## 역사
- 1924년 6월 11일: 다나시마치역으로 영업 개시.
- 1959년 5월 1일: 역 명칭을 히바리가오카역으로 변경.
- 2003년 4월 - 2005년 5월: 역 역사, 승강장 등 개량.

## 같이 보기
- 히바리가오카역 (홋카이도)

| 세이부 철도■이케부쿠로 선                               | 세이부 철도■이케부쿠로 선 | 세이부 철도■이케부쿠로 선           |
| ------------------------------------------------------- | ------------------------- | ----------------------------------- |
| 샤쿠지이 공원 이케부쿠로, 시부야, 요코하마 방면         | ■쾌속급행, ■급행          | 도코로자와 한노, 세이부 지치부 방면 |
| 샤쿠지이 공원 이케부쿠로, 신키바, 시부야, 요코하마 방면 | ■쾌속                     | 히가시쿠루메 한노 방면              |
| 호야 이케부쿠로, 신키바, 시부야 방면                    | ■통근준급, ■준급, ■보통   | 히가시쿠루메 한노 방면              |